# Pachycondyla haskinsi
Pachycondyla haskinsi är en myrart som först beskrevs av Weber 1939.  Pachycondyla haskinsi ingår i släktet Pachycondyla och familjen myror. Inga underarter finns listade i Catalogue of Life.